# Ciridops anna
Ciridops anna là một loài chim trong họ Fringillidae.

## Hình ảnh

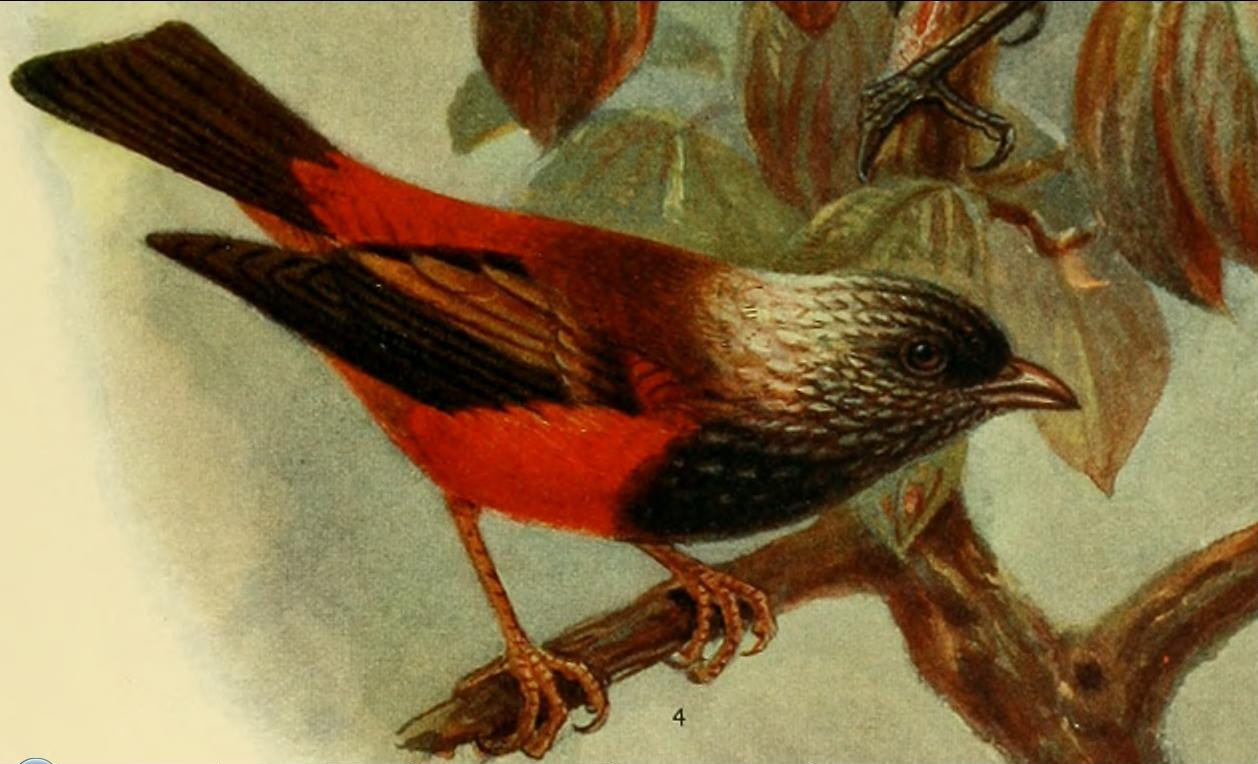
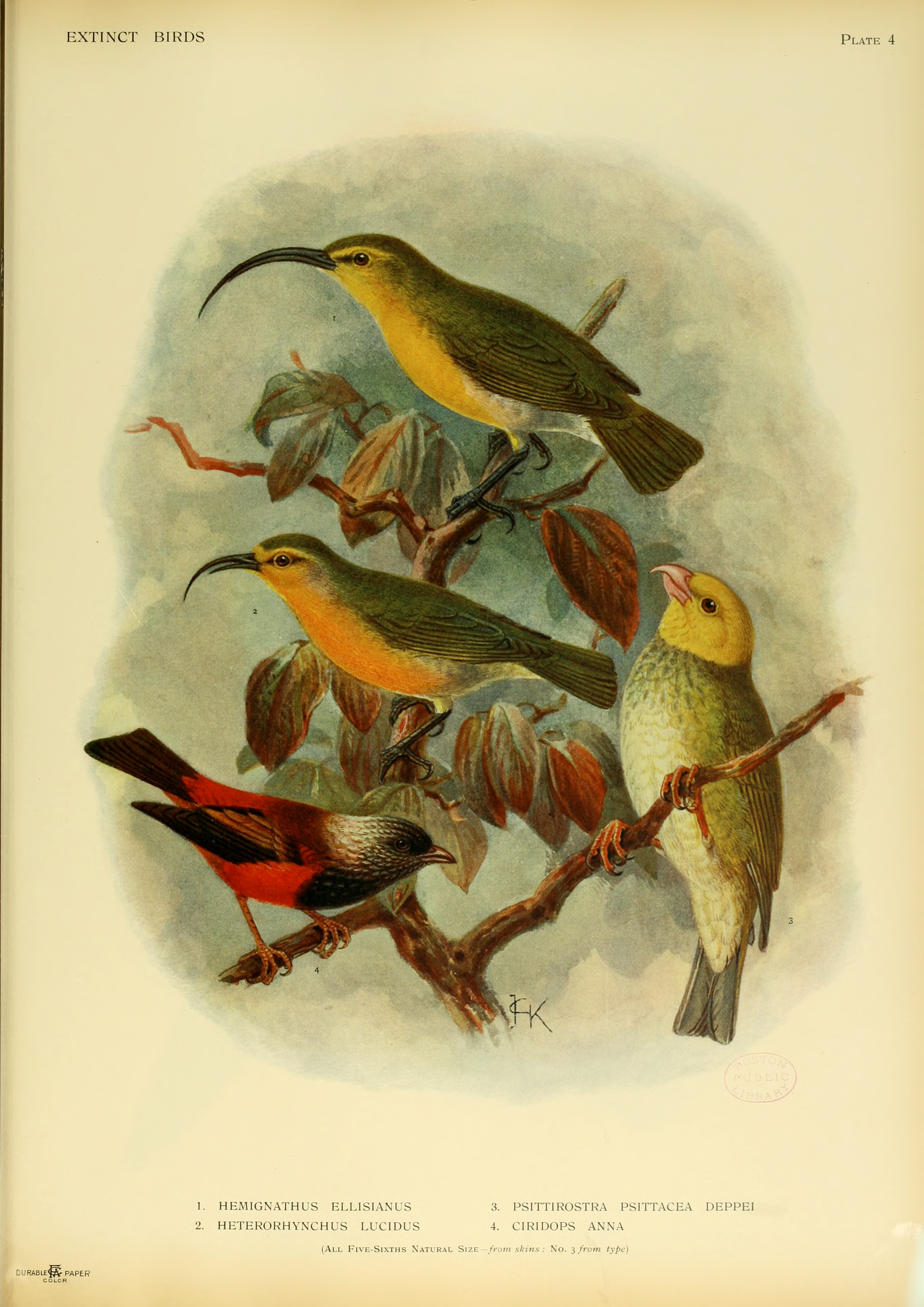